# موتور حاجی قادر گرگیچ
موتور حاجی قادر گرگیچ روستایی در دهستان حرمک بخش مرکزی شهرستان زاهدان استان سیستان و بلوچستان ایران است.

## جمعیت
بر پایه سرشماری عمومی نفوس و مسکن در سال ۱۳۹۵ جمعیت این روستا ۴۹ نفر (۱۳خانوار) بوده‌است.